# Hurbanovo
Hurbanovo (Hongaars:Ógyalla, Duits: Altdala) is een Slowaakse gemeente in de regio Nitra, en maakt deel uit van het district Komárno.
Hurbanovo telt 8041 inwoners.
De eerste schriftelijke vermelding van de plaats dateert uit 1329. Tussen 1938 (Eerste Scheidsrechterlijke Uitspraak van Wenen) en 1945 hoorde de plaats tot Hongarije. Hurbanovo had tot 1948 de naam Stará Ďala. De naam Hurbanovo werd gekozen als eerbetoon aan de Slowaakse schrijver Jozef Miloslav Hurban (1817-1886).